# Мавр Поречский
Мавр (III век) — священномученик Парентийский. День памяти — 21 ноября.
Святой Мавр Парентийский (Maurus of Parentium), по преданию, был первым епископом Пореча, совр.Хорватия, и Истрийской епархии. Был умучен в конце III века. Его святые мощи почивают в Евфразиевой базилике, построенной в V веке.
Святой Мавр считается покровителем города. В базилике имеется его мозаичное изображение с венцом мученика в руках. Святой Мавр изображён третьим слева.